# Московский (Екатеринбург)
Моско́вский — посёлок в составе муниципального образования «город Екатеринбург». Относится к Академическому району (до 2021 года Верх-Исетскому району) Екатеринбурга. Площадь поселка составляет 0,426 кв.км.

## География
Как и весь город Екатеринбург, посёлок Московский расположен к востоку от Срединного Уральского хребта, на восточном, азиатском его склоне. Посёлок располагается на равнинной, преимущественно открытой местности вблизи устья речки Патрушихи, к западу от неё, южнее Верх-Исетского пруда. Посёлок находится внутри города Екатеринбурга, на юго-западо-западной его окраине и со всех сторон окружён районами города, фактически является одним из районов города. Посёлок Московский находится в 0,5 км к юго-востоку от пересечения Новомосковского тракта и Екатеринбургской Объездной автодороги. Расстояние до центра Екатеринбурга (напрямую) — 7,5 км, до железнодорожного вокзала Екатеринбург-Пассажирский — 10 км, до микрорайона Широкая Речка (г. Екатеринбург) — 4 км. Ближайшие населённые пункты: сам город Екатеринбург, к юго-востоку — посёлок внутри городской черты Мичуринский и к югу — посёлок Медный.

## История
В советское время посёлок входил в состав Широкореченского поселкового совета.

## Инфраструктура
На территории посёлка находится департамент по лесному хозяйству Свердловской области.

## Транспорт
До посёлка Московского, как и до других районов на юго-западе города Екатеринбурга, можно добраться на нескольких маршрутах городского автобуса, пригородных автобусов и маршрутных такси, а также на такси, личным автотранспортом либо пешком из ближайших районов города.

## Демография
| 2002 | 2009  | 2010 | 2021 |
| ---- | ----- | ---- | ---- |
| 1480 | ↗1620 | ↘715 | ↘289 |

Преобладающая национальность (на 2002 год) — русские (80 %).